# S/S Bråviken

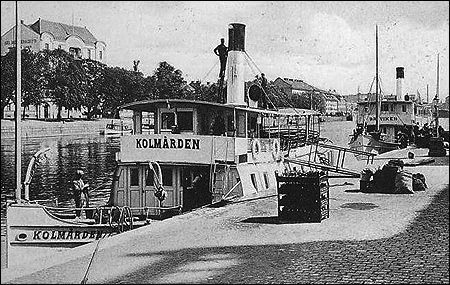
S/S Bråviken bakom S/S Kolmården i Norrköpings hamn. Fotot är taget vid Hamngatan mellan 1902 och 1930.

S/S Bråviken var ett svenskt passagerarfartyg, som beställdes 1894 av Ångbåts AB Bråviken i Norrköping och levererades 1895 från Motala Verkstads Nya AB. Hon sattes i trafik på traden Norrköping - Sandviken - Nävekvarn.
Hon såldes 1930 till Rederi AB Södra Björkfjärden i Stockholm och omdöptes till Sandviken. Hon sattes i trafik på traden Stockholm - Sandviken - Högantorp - Södertälje, och senare på traden Stockholm - Sandviken - Tofta - Mälsåker - Ekebyvik - Vadholm - Hjulsta.
År 1933 köptes hon av Ångfartygs AB Södertälje-Trafik, som döpte om henne till Sirius för att trafikera Stockholm-Södertälje. År 1937 gick hon för Rederi AB Union som charterfartyg under namnet Södertälje först med Södertälje som hemmahamn, och från 1938 under namnet Stockholm i Stockholm. Fartyget byggdes om 1938 på Lövholmsvarvet. 
Under andra världskriget var fartyget hyrt av Marinförvaltningen och användes som värmecentral för stadsjagarna, upplagd i Hårsfjärden.
År 1947 köptes hon av Oy John Dahlberg i Helsingfors, döptes till Jonne och konverterades till bogserbåt. Hon skrotades 1952.